# Chain O'Lakes-King
Chain O' Lakes-King è stato un census-designated place (CDP) degli Stati Uniti d'America, situato in Wisconsin, nella contea di Waupaca.
Dal 2010 è diviso nei CDP di Chain O' Lakes e King.